# Huliganstvo
Huliganstvo je izraz, ki opisuje vedenje, ki krši družbene norme, pravila, bonton, zakon in splošno destruktivno vedenje. Izraz huliganstvo prihaja po irskem priimku Hooligan (pira in Houlihan) in se je pojavil v Veliki Britaniji v poznem 19. stoletju. Opisuje deviantno obnašanje in življenjski slog ulične tolpe in posameznikov, ki jih sestavljajo. Tudi danes je izraz splošno sprejet in opisuje vedenje posameznikov ali skupin ljudi, ki s svojim destruktivnim vedenjem ne ustrezajo družbenih normam in zakonom ter vandalizirajo svoje okolje. Tovrstno obnašanje pripisujejo običajnim navijaškim skupinam različnih športov, običajno ekipnih kot so nogomet, košarka, rokomet... .

## Zakonodaja
Zakoni, ki jih kršijo huligani so splošni zakoni, njihove kršitve pa so vezane na:
1. diskriminacijske žalitve posameznikov ali skupin ljudi,
2. fizične napade, ki imajo za posledico resne ali celo usodne posledice,
3. uničevanje javne in zasebne lastnine,
4. kršenje javnega reda in miru,
5. ogrožanje javne varnosti (pirotehnika)
6. zlorabo prepovedanih substanc (alkohol, droge, pirotehnika)
7. oviranje odvijanja športnih in drugih družabnih dogodkov.
Različne države imajo različno pravno označitev in ureditev za tovrstno vedenje. Obstajajo različne kazni za takšno obnašanje in sicer v obliki:
1. družbeno koristnega dela,
2. denarne kazni,
3. zapora za obdobje od nekaj dni do več let,
4. omejitev gibanja za čas odvijanja nekaterih družabnih dogodkov,
5. izgon in preganjanje tujcev,

## Huliganstvo na Hrvaškem
Huliganstvo na Hrvaškem, je v veliki meri povezano z vedenjem navijaških huliganskih skupin, ki spremljajo določene športne klube, najpogosteje nogometne in košarkaške. Huligansko obnašanje, s strani "nogometnih navijaških skupin", je zabeleženo tudi na nekaterih drugih športnih dogodkih in sicer na rokometnem in vaterpolskem ogledu. Z veliko verjetnostjo lahko rečemo, da na Hrvaškem ne obstaja navijaška skupina nekega športnega kluba, ki ne bi bila povezana s huliganstvom in jih zaradi tega ne tretirajo kot navijači ampak huligani. Zaradi huliganstva na domačih in tujih terenih že vrsto let, hrvaški nogometni klubi in hrvaška nogometna reprezentanca, plačuje velike denarne kazni FIFA-i, UEFA-i in HNZ. Klubom pa so prepovedane tekme na domačih terenih in prisotnost gledalcev. Kapital, ki bi moral biti v roke športnih delavcev in športnikov in jim pomagati pri usposabljanju z boljšimi delovnimi pogoji, novo opremo in drugo, odhaja od klubov in države, v roke finančne velesile FIFA in UEFA in vse to zaradi individualnih ali skupinskih huliganskih izgredov. V vsakem primeru so kazni, ki jih določa institucija, primerne in pravične.

## Izgredi na nogometni tekmi Dinamo - Crvena zvezda
V nepozabnem spominu ostaja nogometna tekma, med zagrebškim Dinamom in Crveno zvezdo, ki zaradi izgredov, ni bila odigrana. Na stadionu Maksimir so nastali izgredi med navijaškima skupinama Bad Blue Boys in Delija (navijači Crvene zvezde). Ta dogodek je ameriška televizijska hiša CNN, uvrstila med pet nogometnih tekem, ki so spremenile svet, a zasedel je četrto mesto.

## Zgodovina
13. maja 1990 naj bi bila odigrana tekma, in sicer nekaj tednov po prvih vestrankarski volitvah na Hrvaškem, na katerih je bila pričakovana premočna zmaga tistih strank, ki so si prizadevale za neodvisnost Hrvaške. Na tekmo v Zagreb je prišlo okoli 3000 "Delij", kjer so se nekaj ur pred tekmo že pričeli izgredi na ulicah med Bad blue Boysi in Delijami. Resne težave pa so se začele ob prihodu navijačev na stadion. Navijači Crvene zvezde, so krenili v rušilni napad na južni tribuni Masimirja in nadaljevali preboj do mesta, kjer so bili Bad Blue Boysi. Ob rušilnem pohodu Delij, so pri tem vzklikali "Zagreb je Srbija!" in "Ubili bomo Tuđmana!". Po prebitju zaščitne ograje, so začeli napadati Dinamove navijače s stoli in noži. BBB so porušili ograjo na severu in vstopili na teren, kjer bi se maščevali Deliji. Po preboju so bili BBB silovito napadeni s strani specijalne policije, ki pa ni pokazala podoben entziazem proti Deliji. Ta disproporcionalni odgovor s policijsko silo, so si nekateri razlagali zaradi večino srbske etične sestave specialnih sil policije. V spopadih z navijači, je policija uporabila gumijevke in solzivec. V nekaj minutah je situacija ušla nadzoru, ker je bilo število motiviranih navijačev, ki so se spopadli, večje od tistega, ki bi ga specialne enote mogle zadržati. Po eni uri, desetine ranjenih in bitka končana.

## Huliganstvo v športu v svetu
[uredi | uredi kodo]
Huliganstvo je tesno povezano s športnimi dogodki, zlasti z nogometnimi tekmami, kjer nasilje izvira iz rivalstva med navijači. To vedenje vključuje fizične napade, uporabo pirotehnike in rasistične provokacije【1】【2】【5】.

### Dva zgodovinska primera športnega huliganstva
[uredi | uredi kodo]
1. Heysel tragedija (1985): Navijaški spopadi na evropskem pokalu med Liverpoolom in Juventusom so povzročili smrt 39 ljudi. Dogodek je spodbudil pomembne spremembe v varnostni politiki na stadionih【2】【3】.
2. Hillsborough nesreča (1989): Čeprav ni neposredno povezana s huliganstvom, je tragedija pokazala, kako lahko neustrezna infrastruktura poveča tveganja množičnih dogodkov【4】【5】.

## Razlogi za huliganstvo na stadionih
[uredi | uredi kodo]
Domen Vivod (Huliganstvo na stadionih, 2017) navaja, da huliganstvo na stadionih pogosto izhaja iz【1】:
- Identitete in rivalstva: Navijači se močno identificirajo s svojimi klubi, rivalstvo pa spodbuja nasilje.
- Uporabe alkohola in drog: Substance povečujejo impulzivnost in zmanjšujejo zadržke.
- Socialnih in političnih napetosti: Športni dogodki pogosto postanejo platforma za izražanje družbenih frustracij.

## Zakonska ureditev in kazni
[uredi | uredi kodo]
Huliganstvo je v večini držav kaznivo dejanje. Kazni vključujejo denarne globe, prepoved obiska dogodkov in kazenski zapor. Različne države imajo specifične zakone za nadzor nasilja na stadionih:
- Velika Britanija: Prepoved obiskovanja tekem za znane huligane in strogi nadzor【4】.
- Italija: Strogi zakoni glede uporabe pirotehnike in nasilja【3】.

## Preprečevanje huliganstva
[uredi | uredi kodo]

### Ukrepi za preprečevanje huliganstva na stadionih
[uredi | uredi kodo]
(Vir: Domen Vivod, Huliganstvo na stadionih, 2017【1】)
1. Načrtovanje infrastrukture stadionov:
  - Fizična ločitev navijaških skupin: Načrtovanje stadionov z varnostnimi conami, ki preprečujejo stik med nasprotnimi navijači.
  - Namestitev zaščitnih pregrad: Uporaba pregrad za preprečevanje nenadzorovanih množičnih gibanj.o   (glej tudi, Vivod Domen,2022  uporaba varnostnih pregrad 【6】
  - Nadzorne kamere: Sistematično spremljanje dogajanja na stadionih za boljši nadzor in identifikacijo kršiteljev.
2. Izobraževanje in usposabljanje varnostnega osebja:
  - Specializirano usposabljanje rediteljev in varnostnikov: Razvijanje sposobnosti za hitro prepoznavanje nevarnosti in obvladovanje konfliktov.
  - Uporaba deeskalacijskih tehnik: Zmanjšanje napetosti med navijači pred in po tekmi.
3. Zakonodajni ukrepi:
  - Kazenske sankcije: Uvedba strogih kazni za nasilne navijače, vključno z denarnimi kaznimi in prepovedjo obiska stadionov.
  - Sodelovanje s policijo: Spremljanje znanih huliganov in uporaba sistemov prepovedi vstopa za identificirane posameznike.
4. Organizacija in komunikacija z navijaškimi skupinami:
  - Sodelovanje z vodji navijaških skupin: Vključevanje predstavnikov navijačev v načrtovanje varnostnih ukrepov.
  - Promocija pozitivnega navijanja: Organizacija kampanj, ki spodbujajo športno vedenje.
5. Gostoljubje na stadionih:
  - Izboljšanje pogojev za navijače: Boljša infrastruktura in storitve, ki navijačem omogočajo udobno in varno spremljanje dogodkov.
  - Nadzor nad prodajo alkohola: Omejevanje dostopa do alkohola na stadionih ali v njihovi bližini.
6. Preventivne akcije:
  - Osveščanje navijačev: Izobraževalne kampanje o negativnih posledicah huliganstva in spodbujanje pozitivnega vzdušja.
  - Povečanje vloge medijev: Uporaba medijev za širjenje sporočil o pomembnosti športnega vedenja.
7. Večagencijski pristop:
  - Sodelovanje različnih deležnikov: Policija, klubi, lokalne oblasti in varnostne agencije morajo delovati usklajeno.
  - Izmenjava informacij: Koordinacija na mednarodnem nivoju za obvladovanje organiziranih huliganskih skupin.